# 銀の皿に載る水のコップと薔薇の花
『銀の皿に載る水のコップと薔薇の花』（ぎんのさらにのるみずのコップとばらのはな、西: Taza de agua y rosa en un plato de plata、英: Cup of Water and a Rose on a Silver Plate）は、スペインのバロック絵画の巨匠フランシスコ・デ・スルバランが1630年ごろにキャンバス上に油彩で制作した絵画である。画家が残した数少ない静物画のうちの1点であるが、宗教的意味が含まれていると思われる。かつてはイギリスの美術史家ケネス・クラークの個人コレクションにあったが、1997年以来、ロンドン・ナショナル・ギャラリーに所蔵されている。

## 作品
スルバランは宗教画の数々に印象的な静物モティーフを添えているが、本作に描かれているモティーフはスルバランの『オルレアンの福者レジナルドの奇蹟の治療』やマドリードのフアン・アベリョ氏のコレクションにある『聖母マリアの家族』にほぼ同じ構成で登場している。さらによく似たヴァージョンは、米国カリフォルニア州パサデナのノートン・サイモン美術館にある『レモン、オレンジ、バラのある静物』の画面右手にある水のコップと薔薇の花である。しかし、本作はノートン・サイモン美術館の作品とは薔薇の位置が違い、視点もやや異なっている。そのことは本作が『レモン、オレンジ、バラのある静物』の部分の単なる複製ではなく、独立した作品であることを示唆している。本作は上下、左右が切り詰められているが、どの程度切り詰められているのかは不明であり、現在の作品はおそらく本来のサイズに近いのであろう。構図自体は完結しているように思われる。
画面にはセビーリャのものと思われる優美な白い陶製のコップが表され、中にはいっぱいに水が入っている。コップが載る銀の皿はペルーの銀山の近辺で作られる種類のものである。ピンクの薔薇が皿の幅の広い縁にあり、その表面に映っている。これらのモティーフは実物大で、木製の棚かテーブルの上に孤立して描かれ、壁でも空虚でもない背景の前にあり、鑑賞者のすぐ目の前に提示されている。光は左から射しこんで、影を落とし、様々に材質感の異なる表面にハイライトや反射を生じさせる。特に注目すべきなのは、コップの水の微かなきらめきであるう。
本作は別の作品に組み込まれることを意図した実物の写生かもしれないが、ディエゴ・ベラスケスの『ラス・メニーナス』 (プラド美術館) の中でマルガリータ王女に差し出されているような、高貴な人に捧げる冷たい飲み物を表しているのかもしれない。とはいえ、この作品は単なる世俗的品々の描写に尽きるものではなさそうである。宗教的意味が最初から含まれていた可能性があるが、その意味は現代の鑑賞者には不明である。描かれているモティーフは17世紀のスペインの敬虔な鑑賞者たちには即座に明らかだったであろう。水でいっぱいのコップは、聖母マリアの純潔の象徴としてみられていた。薔薇もまた聖母と関連づけられ、トゲのない薔薇は「無原罪の御宿り」を示唆しているのかもしれない。3世紀の聖人アンブロシウスによれば、エデンの園の薔薇は、アダムとイヴが原罪を犯した後に初めてトゲを生やしたという。

## 関連作品

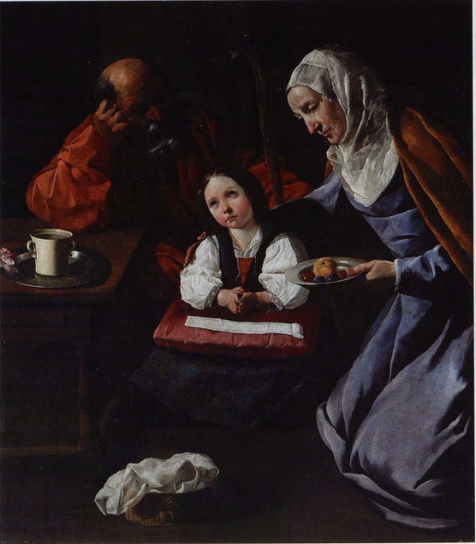
スルバラン『聖母マリアの家族（スペイン語版）』 (1630-1635年ごろ) フアン・アベリョ（英語版）・コレクション、マドリード
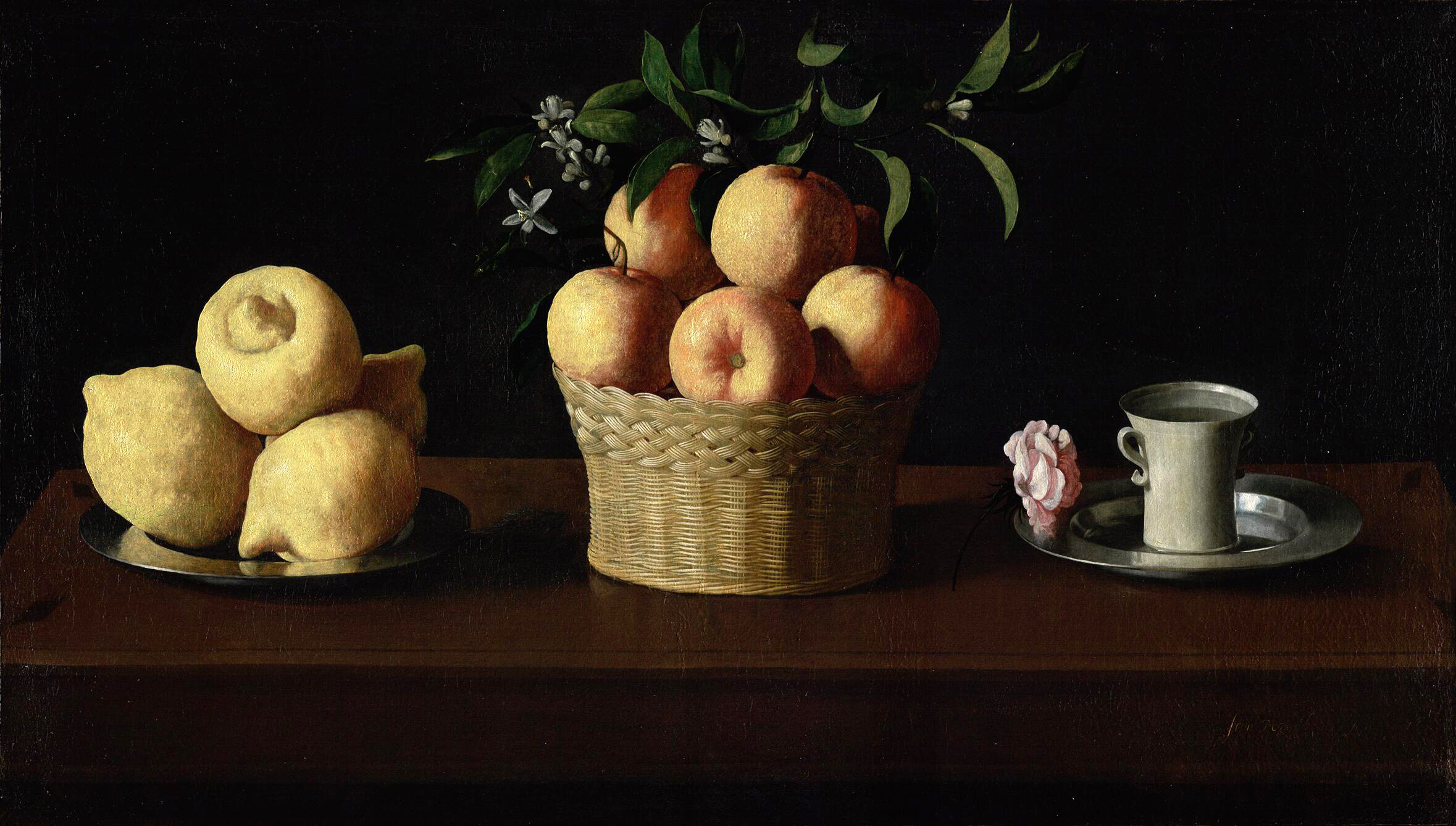
スルバラン『レモン、オレンジ、バラのある静物』(1633年) ノートン・サイモン美術館、パサデナ (カリフォルニア州)